# Ethnolinguistique

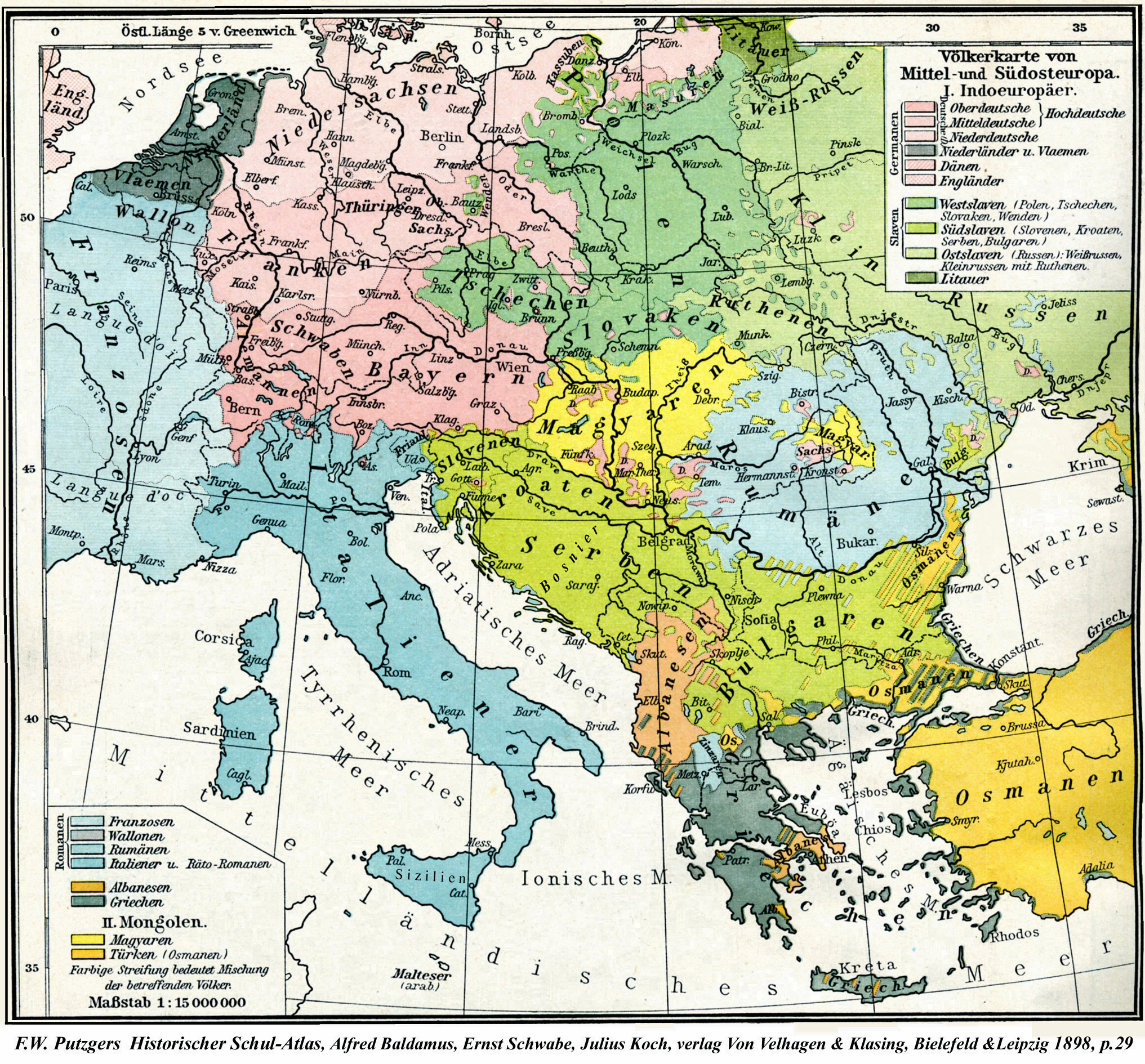
Les langues de l'Europe centrale en 1898 : chaque couleur représente la majorité des locuteurs d'une région donnée, nonobstant les religions ou les identités historiques.

L'ethnolinguistique décrit et explique des faits et des dynamiques de processus linguistiques englobant l'analyse sémantique et la variabilité linguistique, dans la situation contextuelle et socio-culturelle de l'acte de communication, des locuteurs et des référents. L'ethnolinguistique mobilise tous les paramètres ou indices significatifs et pertinents quelles que soient les disciplines et spécialités dont ceux-ci relèvent. Cette exigence de sens contextualisée fait de l'ethnolinguistique un champ d'études et de connaissances pluridisciplinaire, qui traite des particularités de chaque terrain étudié, qui produit des méthodes, des bonnes pratiques et des outils, bien avant de produire des généralités et des théories.  
La pluridisciplinarité de l'ethnolinguistique emprunte à l'ethnologie, à l'anthropologie linguistique, à la sociolinguistique et à la dialectologie, à l'onomastique et au folklore, à l'histoire et à la philologie, à la psychologie. Lorsque l'ethnolinguistique aborde le langage, c'est en tant que « Weltansicht » ou représentation symbolique communautaire d'une vision du monde partagée – bien que, à terme, comme en toute discipline scientifique, des tendances universelles sont recherchées. Depuis l'anthropologie linguistique aux États-Unis, jusqu'à la Russie, les ethnolinguistes se réfèrent peu ou prou aux travaux de Wilhelm von Humboldt bien qu'ils ne reprennent pas la totalité de ses concepts, et bien que chaque école en privilégie certains, en sous-pondère d'autres.   
Ni Humboldt, ni Boas, Sapir ou Whorf, n'ont utilisé le terme ethnolinguistique.  
L'ethnolinguistique peine à se définir et sa dénomination est même remise en cause actuellement en raison des connotations essentialistes qu’on peut lui attribuer, d’un point de vue postmoderne[Par qui ?]. Ses praticiens toutefois partagent de nombreux points communs notamment en termes de paradigmes de recherche, de méthodes et d'outils. L'ethnolinguistique explique des faits de langue à partir de faits culturels ou plus largement, extra-linguistiques. Elle relève donc de la pluridisciplinarité et de l'empirisme. L'ethnolinguistique se distingue ainsi de la sociologie du langage en ceci qu'elle n'étudie pas le langage comme un des éléments culturels, mais se réfère à des éléments culturels pour expliquer des faits de langue, notamment des catégorisations — points de vue de la Weltansicht — ou des phénomènes de variation — traités par la dialectologie.   
Par certains aspects, l’ethnolinguistique a tout à voir avec la typologie linguistique — à l'instar du World Atlas of Language Structures — et a même été considérée comme telle jusque dans les années 1970, jusqu’à ce que ce champ prenne une dimension internationale plus neutre, ou du moins, recentrée sur une approche interne de la question des invariants linguistiques, dans une visée structuraliste. On retrouve là la tension implicite entre les deux échelles d’ambition de l’ethnolinguistique : particularisme ancré dans des sociétés humaines (versant ethnographique et variationniste ou dialectologique) d’une part, universalisme et vision globale de la dialectique des invariants et de la variance d’autre part (typologie, diversité et complexité de la Weltansicht aux sens étroit et large).  

## Histoire

### Ethnolinguistique: essai de datation du signifiant
Claudius Madrolle utilise le terme ethnolinguistique dès 1917, pour titre de ses cartes de l'Indochine, dont plusieurs extraits sont repris en 1930 par Madeleine Colani et en 1951 par François Martini dans Le Bulletin de l’École Française d'Extrême Orient.  
Bronisław Malinowski appelle à la création d'une ethno-linguistic theory en 1920, proche d'une théorie ethnographique du langage, ayant pour objet la description de relations entre des faits observés : les invariants du langage observés dans les différentes langues, l'influence du mental, du physiologique, du social et plus généralement de la culture sur le langage, la véritable nature de la signification et de la forme ainsi que des correspondances entre l'une et l'autre.  
Une « enquête ethno-linguistique au Canada » est mentionnée dans la revue Le français moderne, en 1955, puis le terme ethnolinguistique apparaît chez Jean Séguy en 1956 dans un compte rendu publié aux Annales du Midi, avant de se généraliser, à partir de l'ouvrage de linguistique dirigé par André Martinet en 1969 et des travaux de recherche dirigés par Bernard Pottier en 1970, chez les romanistes parmi lesquels Georges Mounin, Bernard Pottier, Jackie Schön, et Adam Schaff. 
En 1967, l'enseignement supérieur comprend un certificat d'ethnolinguistique. Diana Rey-Hulman et Galyna Kabakova signalent l'entrée ethnolinguistique en 1969 dans la linguistique : guide alphabétique, par André Martinet.

### Ethnolinguistique: le signifié
En 1970, Bernard Pottier s'exprimant pour un collectif de chercheurs dans la revue Langages, définit l'ethnolinguistique comme « l'étude du message linguistique en liaison avec l'ensemble des circonstances de la communication ». Pour Pottier, si les relations entre une langue et son environnement ne supportent pas de position extrême, les relations entre la langue et la culture sont néanmoins largement acceptées et s'expriment sous différentes expressions dans plusieurs disciplines : langues et cultures ; linguistique anthropologique ; anthropologie linguistique ; sociolinguistique, langue, pensée et réalité.
Pour Jean-Claude Dinguirard, l'ethnolinguistique est une discipline à part, presque isolée tant elle est méconnue ou peu considérée par les autres sciences à l'exception de la dialectologie dont les enquêtes foisonnent de faits ethnographiques. Il précise ainsi la définition de Pottier « l'ethnolinguistique étudie le message dialectal en liaison avec le référent et avec le protagoniste de l'acte de communication ». Pour lui, l'ethnolinguistique trouve son champ d'action dans les marges que délaisse la « pure linguistique », traite plus de la parole que de la langue, étudie la réalisation phonétique majoritaire plus que le phonème, la stylistique plus que la théorie de la communication, et traite aussi bien la fonction de communication que la fonction de démarcation du dialecte.
Geneviève Calame-Griaule précise, que « L'ethnolinguistique serait concernée […] par la relation de la société à la parole, au sens d'actualisation de la langue dans la communication », une discipline à part entière donc, répondant à la « nécessité d'étudier pour elles-mêmes les relations entre langue, culture et société ».
Pour Diana Rey-Hulman, l'ethnolinguistique est bien une discipline à part, à la croisée de l'analyse des rapports sociaux et de l'acte de communication, fût-il réduit au minimum - en référence à la théorie de la communication et plus particulièrement au schéma de Jakobson et au modèle speaking de Hymes.
Jeanine Fribourg citant Eugen Coseriu, interroge la définition de l'ethnolinguistique en ces termes : s'agit-il d'abord d'étudier le langage tel qu'il est déterminé par le « savoir » et les « choses », ce qui relève de l'ethnolinguistique proprement dite, ou bien d'étudier d'abord la culture telle que l'exprime le langage, et ce éventuellement jusqu'à la « cosmovision », ce qui relève d'une ethnographie linguistique ? S'agit-il d'étudier les interactions, combinaisons et interdépendances entre ethnolinguistique et ethnologie ? Geneviève Calame-Griaule pour l'E.R.A. 246 du CNRS précise que dans le premier cas, l'ethnolinguistique est une attitude d'ethnologue ou de linguiste qui utilise en les adaptant tous les outils d'analyse du fait culturel, dont la linguistique, pour aboutir à la compréhension la plus complète et la plus juste possible des réalités culturelles en elles-mêmes. Dans le second cas, l'ethnolinguistique est une pratique, une discipline originale à part entière qui développe ses propres méthodes et outils d'analyse des rapports, interrelations, convergences entre langue, langage, discours et fait culturel afin d'en déterminer la typologie. 
Dans les deux cas, Geneviève Calame-Griaule note une communauté d'intérêt pour une approche des faits culturels qui permet d'en rendre compte à la fois de façon globale et depuis l'intérieur tel que vécu par le groupe humain qui les vit, en mobilisant des techniques d'analyse à la fois plurielles et concertantes.
Pour Marie-Paule Ferry l'ethnolinguistique est une discipline à vocation sémantique, bien distincte de la linguistique comme de la sociolinguistique. En quête du sens, fût-il caché au profane ou au linguiste et qu'il s'agit de révéler, l'ethnolinguistique se pratique avant de se théoriser, sur un terrain, sur une réalité langagière bien précis.
Pour Georges Mounin, une description linguistique qui va au bout de la sémantique aura obligatoirement recours aux instruments ethnolinguistiques.
Emilio Bonvini propose un ensemble de conditions grâce auxquelles l'ethnolinguistique peut devenir une discipline autonome :
- élargir la recherche à toute réalité langagière d'un groupe donné, au-delà donc de la seule linguistique ;
- envisager chaque forme langagière comme une totalité en interdépendance avec les autres formes langagières ;
- envisager chaque forme langagière comme un outil au service de la survie et de la vie du groupe.

## Écoles d'ethnolinguistique

### Wilhelm von Humboldt
Wilhelm von Humboldt n'utilisait pas le terme ethnolinguistique mais ses travaux ont inspiré des générations d'ethnolinguistes jusqu'à ce jour. 
Il formalise plusieurs concepts relatifs à la langue comme réalisation particulière de la compétence humaine au langage :
- Organismus der Sprachen, l'organisme des langues : les langues évoluent, se transforment et s'exécutent pour produire la pensée. Ce faisant, les individus, la langue et la nation évoluent de concert ;
- Weltansicht : la langue est l'empreinte de l'esprit et de la vision du monde des locuteurs. Cette vision du monde vit, évolue, se transforme ;
- Sprachform : la forme de la langue, qui est l'inspiration spirituelle à l'origine de la langue et qui induit la forme interne de chaque langue, sa structure.

L’étude des différentes langues lui permet donc de comprendre l’homme. Humboldt ne retient pas la qualité d'étalon pour le latin ou pour les langues indo-européennes. Il étudie chaque langue dans sa spécificité comme un indice de plus vers la compréhension de l'unité de forme au sens de forces à l'origine de toutes les langues et en fait, à l'origine de l'humain. L’étude analytique des structures linguistiques ou formes internes — grammaire, lexique — est pour Humboldt un moyen au service d'une étude de la langue et de la vision du monde, elle-même au service de cette quête d'unité. 
Pour Humboldt, « Die Sprache ist das bildende Organ des Gedanken » — la langue est l'organe créateur de la pensée. « (…) die Sprachen nicht eigentlich Mittel sind, die schon erkannte Wahrheit darzustellen, sondern weit mehr, die vorher unerkannte zu entdecken » : les langues ne sont pas seulement des moyens pour représenter des vérités déjà connues, mais bien au-delà, pour découvrir ce qui n'était pas encore connu. Par extension, à inventer le monde et à nous inventer nous-mêmes, en tant que sujets du langage et en tant que communautés linguistiques. 
« Der Mensch ist nur Mensch durch Sprache; um aber die Sprache zu erfinden, müßte er schon Mensch sein ». L'homme n'est homme qu'à travers le langage ; mais pour inventer le langage, il faudrait qu'il soit déjà humain,. 

### Les écoles françaises d'ethnolinguistique
Le premier atlas de cartes linguistiques est le Sprach-Atlas von Nord - und Mitteldeutschland, établi à partir de correspondances et édité par Georg Wenker en 1881. 
S'inspirant de ce premier travail, la France publie le premier atlas linguistique qui couvre l'intégralité d'un territoire national  basé sur des enquêtes directes : l'Atlas linguistique de la France de Jules Gilliéron et Edmond Edmont, publié de 1902 à 1910 puis complété en 1914-1915 par l'atlas de la Corse. Cet atlas débordait les frontières politiques, englobant la Wallonie, la Suisse romande et les parlers galloromans de l'Italie du Nord-Ouest. La géographie linguistique, fille de la dialectologie, était née. Albert Dauzat lance un appel, en avril 1939, dans la revue Le Français moderne, en faveur d'un travail complémentaire sous la forme d'un nouvel atlas linguistique par régions, basé sur un maillage géographique significativement plus resserré et une méthode plus poussée d'enquête, menée par questionnaires. Cette initiative est reprise par le CNRS en 1954.

#### Le CNRS
En 1966, Monseigneur Pierre Gardette, élève de Antonin Duraffour, est nommé directeur de recherche au CNRS où, en écho à l'appel lancé en avril 1939 par Albert Dauzat dans la revue Le français moderne, il coordonne l'entreprise du Nouvel Atlas Linguistique et ethnographique de France (NALF) qui renouvelle et complète celui de Gilliéron. Le CNRS interrompt en 1996 cette initiative avant de l'avoir finalisée, avec des Atlas achevés et utilisés par la recherche mais d'autres inachevés et non publiés. Tous ces atlas tiendront compte peu ou prou des prérequis ethnolinguistiques de l’école Wörter und Sachen, qui professe qu’on ne peut décrire l’évolution des mots dans le temps et dans l’espace sans une connaissance fine et contextualisée des praxis et pratiques liées aux realia, notamment dans les domaines agricoles — agriculture et élevage — et maritimes. 
Le CNRS est également à l'origine de plusieurs groupes de recherche ou laboratoires ayant contribué de manière décisive au développement de l’ethnolinguistique, sur des terrains très divers dans le monde : 
- le LACITO, laboratoire de recherche en linguistique et anthropologie des langues à tradition orale, créé en 1976 et à l'origine du colloque international d'Ivry du 29 mai au 1er juin 1979 Ethnolinguistique : contributions théoriques et méthodologiques, puis du terrain à la théorie, en 2016. Parmi ses membres, le LACITO compte notamment André-Georges Haudricourt, Jeanine Fribourg, Claude Hagège, Franck Alvarez-Pereyre ;

- l'ERA 246 fondé par Pierre-Francis Lacroix, devenue URA 1024 puis LLACAN en 1994. Le laboratoire Langage, Langues et Cultures d’Afrique, unité mixte de recherche du CNRS et de l’Institut National des Langues et Civilisations Orientales. Ses recherches s’inscrivent dans des approches théoriques telles que comparatisme, linguistique cognitive et typologique, visant une compréhension théorique du langage humain, de la culture et de la cognition. Le LLACAN collabore avec plusieurs centres de recherche en France et à l’étranger.  Parmi ses membres, le LLACAN compte notamment Jeanine Fribourg, Emilio Bonvini, Jean Derive, Geneviève Calame-Griaule.

L'ethnolinguistique théorique aussi bien qu’empirique doit beaucoup au CNRS, avec plusieurs réalisations et des auteurs reconnus à l'international, notamment :
- le Nouvel Atlas Linguistique et ethnographique de France (NALF) ;
- Ethnologie et langage : la parole chez les Dogons[39] par Geneviève Calame-Griaule, l'une des fondatrices de l'ethnolinguistique française[40] ;
- Encyclopédie des Pygmées Aka  - Techniques, langage et société des chasseurs-cueilleurs de la forêt centrafricaine (Sud-Centrafrique et Nord-Congo)[41] ;
- L'Encyclopédie des Littératures en Langues africaines.

#### L'école de dialectologie romane de Toulouse
L'université de Toulouse le Mirail, aujourd'hui Toulouse Jean-Jaurès, héberge quelque temps une école de dialectologie active et innovatrice sous l'impulsion de Jean Séguy et dans la lignée de ses prédécesseurs illustres tel que Georges Millardet. 
Théobald Lalanne dans le cadre du Nouvel Atlas Linguistique de la France, étudie la Gascogne maritime. Il démontre par la mesure lexicale et phonologique que les dialectes gascons dont parle la littérature — parler noir, parler clair, parler béarnais — sont des concepts sans réalité. Il cartographie un « magma dialectal nulle-part semblable à lui-même ». Il s'étonne de l'homogénéité dans la distribution des limites d'aires, qu'il compare à la distribution des feuilles tombées d'un tilleul en automne, constatant « autant de parlers que de villages ». Pour Théobald Lalanne, la répartition géographique du fait dialectal relève de la théorie des grands nombres : ses mesures révèlent l'absence d'identité linguistique et d'isoglosse à l'intérieur du périmètre étudié. 
Soucieux d'ouvrir la voie à des développements ultérieurs, Théobald Lalanne définit d'abord l'aréologie linguistique sur la base de trois entités — noyaux, bordures, aires — dont il décrit, pour chacun, différents types. Il définit ensuite une méthode quantitative qu'il nomme « spectre linguistique », pour établir les frontières réelles d'un dialecte à partir de mesures précises réalisées sur un grand nombre de points d'enquêtes peu éloignés, le long d'un axe traversant le territoire étudié. Il s'agit d'abord d'inventorier les critères lexicaux et phonétiques à la fois communs — rayonnement linguistique — et de démarcation — déformation des limites d'aires par résistance ou rejet — d'en représenter les aires puis de compter sur chaque intervalle entre deux points, le nombre de limites d'aires et le nombre de différences dialectales inventoriées et décrites une à une. Il définit enfin différents indicateurs : le « coefficient de densité verbale ou indice d'émiettement du vocabulaire » — nombre moyen de désignations par objet — le coefficient de polyphonie, le coefficient de fécondité verbale, le coefficient de latinité ou d'ancienneté, d'un territoire d'enquête.
Jean Séguy hérite donc à la fois du constat d'impasse de l'aréologie que fait Lalanne à constater des sous-dialectes gascons, et d'éléments structurants de fondations scientifiques pour sortir de cette impasse. Jean Séguy, travaille sur ce sujet pendant environ trente ans et sans ordinateur, notamment dans le cadre du nouvel Atlas Linguistique de la France, avec pour enquêteur principal Théobald Lalanne — volumes 1 à 3 — puis Xavier Ravier — volumes 4 à 6 — procède à un changement d'approche et à un changement d'échelle. Il complète le questionnaire initial de Dauzat, délaisse la quête d'identité linguistique stricte pour s'en tenir à des degrés de ressemblance et passe de l'échelle du sous-dialecte gascon à celle de la gasconité. Jean Séguy invente ainsi la dialectométrie, objet conclusif du sixième et dernier Atlas linguistique de Gascogne, plus particulièrement de ses cartes 2513 à 2531. 
Plus globalement, Séguy invente l'ethnolinguistique Gasconne, traite des fonctions linguistiques et extra-linguistiques du dialecte — cartes et indications géographiques, historiques et culturelles — ainsi que de la fonction dialectale de démarcation entre communautés humaines. La dialectométrie, connait d'importants développements ultérieurs grâce à l'analyse numérique et à la modélisation assistées par ordinateur et aux travaux de Hans Goebl, notamment.
Xavier Ravier résume, en 1974, la définition de cette discipline comme la « mesure mathématique de l'incidence réelle de la variation des parlers dans l'espace. »
C’est finalement Jean-Claude Dinguirard qui explorera de manière qualitative, par la méthode ethnolinguistique, la dimension microdialectale de l’émergence de sous-dialectes et de chaînes de parlers en contact, dans sa thèse sur la Haute vallée du Ger. Il croise les narrations et les aspects les plus divers de la culture locale, en opposant les facteurs externes (géographie et histoire) aux dynamiques de convergence et de divergence ethnoculturelles et linguistiques. De ce dernier point de vue, il étudie l’affinage des pratiques langagières (notamment narratives) et les effets de rayonnement de diverses strates de gascon, elles-mêmes soumises peu ou prou à l’influence ou l’interférence du français comme langue-toit. À travers cette dialectique minimaliste sur le plan territorial et maximaliste du point de vue de l’incidence des contacts horizontaux (les parlers entre eux) et verticaux (les normes régionales et la norme nationale), il fait apparaître les facteurs motivant la trame des chaînes géolinguistiques dans leur ancrage ethnolinguistique. Il met en valeur l’incidence ethnolinguistique minimale du dialecte, tout comme son mentor, Jean Séguy, avait fait apparaître l’incidence minimale du fait dialectal à l’aide d’un test dialectométrique sur les données catalanes de Henri Guiter.
Au niveau macroscopique, la synopse des coefficients d’asymétrie de Fisher permet de faire apparaître des aires dialectales cohérentes, au-delà de l’embrouillamini des faits de variation superposés, même si les aires dégagées sont plus diffuses et moins circonscrites que ne l’étaient les dialectes traditionnels définis par l’approche classique en dialectologie, fondée sur les faisceaux d’isoglosse,.
Auteurs : 
- Dialectologie : Henri Guiter, Théobald Lalanne, Jean Séguy, Louis Marquèze-Pouey, Jacques Allières, Joseph Verguin, Jacques Boisgontier, Jean-Claude Dinguirard, Marin Levesque, Jean-Louis Fossat, Xavier Ravier, Christian Anatole, Philippe Cahuzac, François Baby ;
- Dialectométrie : Dennis Philps, Lilianne Jagueneau.

#### L'école de dialectologie et de sociolinguistique de Montpellier
Une autre école de dialectologie voit le jour à Montpellier, animée par Charles Camproux, agrégé de grammaire et dialectologue du domaine Occitan, auteur de thèses en géographie linguistique et syntaxe des parlers gévaudanais. Charles Camproux démontre lui aussi, sur son domaine d'étude, qu'il n'y a pas de rapport entre les aires phonétiques et les aires lexicologiques. Charles Camproux aborde les différences dialectales entre le gévaudannais et le français, ses deux idiomes maternels, non sur la base d'un questionnaire d'enquête préétabli, méthode qui a prévalu pour les atlas linguistiques de Gilliéron, Dauzat et Gardette, mais d'écoutes et de conversations libres, méthode privilégiée en son temps par Malinowski. Charles Camproux met en évidence au terme d'un enquête de plus de 500 pages, l'influence de l'action constante de facteurs affectifs et du dynamisme vivace des locuteurs sur la syntaxe dialectale d'un gévaudanais infiniment souple.
- Auteurs :
  - Dialectologie : Georges Millardet, Charles Camproux, Christian Camps, Henri Guiter, Jean-Marie Petit ;
  - Sociolinguistique : Robert Lafont, Philippe Gardy, Paul Fabre, Christian Baylon.

### L'école slave d'ethnolinguistique
L'ethnolinguistique slave, d'inspiration Humboldtienne, est liée à plusieurs autres disciplines dont l'ethnographie, l'anthropologie, l'archéologie, l'histoire civile, la dialectologie et la philologie. Dès les années 1960-1970, avec quelques décennies d'avance sur l'anthropologie linguistique américaine, l'ethnolinguistique slave aborde sous l'angle structurel et fonctionnel, les processus sociaux complexes de la formation et de la dynamique évolutive des identités y-compris la nation, le folklore, du bilinguisme et du biculturalisme, ainsi que de l'assimilation culturelle et linguistique. L'ethnolinguistique slave toutefois se distingue de l'anthropologie linguistique américaine par la place qu'elle donne à la sémantique et à la dialectologie ou à la lexicographie dialectale.    
Pour Jerzy Bartmiński et Aloyzas Gudavičius, l'ethnolinguistique slave, issue de l'étymologie et de la dialectologie, décrit principalement l'identité des peuples slaves et l'unité du langage et de la culture. 
Aloyzas Gudavičius, chercheur lituanien spécialiste de langue et culture russe, brosse un tableau complet de l'ethnolinguistique slave en 2009. L'ethnolinguistique est une discipline vivante et évolutive, largement pluridisciplinaire. Il précise que l'école polonaise d'ethnolinguistique met l'accent sur les questions générales de culture, tandis que l'école de Moscou est plus orientée vers la culture spirituelle de la nation. Pour Gudavičius l'ethnolinguistique a pour objet de contribuer à expliquer comment la nation comprend et ressent le monde, ses choix historiques, ses caractéristiques culturelles, mentales, matérielles et spirituelles. Sur l'influence de la culture sur la langue, la littérature cite souvent l'exemple donné par Franz Boas, du champ lexical riche et nuancé pour décrire la neige chez les Inuits : Gudavičius évoque quant à lui les nombreux mots de la langue lituanienne pour décrire les différents bruits du vent. 
L'ethnolinguistique s'appuie sur un concept clé de Humboldt : das sprachliche Weltbild, ou représentation par le langage d'une interprétation commune du monde, résultant d'un processus de catégorisation. L'une des fins de l'ethnolinguiste consiste à reconstruire cette vision du monde à partir de l'analyse de la langue. Jerzy Bartmiński développe des outils et concepts complémentaires pour œuvrer à cette reconstruction de la vision du monde : stéréotype, profilage, définition cognitive, point de vue, sujet parlant, et valeurs indicielles. En termes de méthode d'analyse des langues, l'ethnolinguistique catégorise et surtout, compare avec l'exigence de comparer au moins trois langues pour éviter l'écueil de l'ethnocentrisme. Elle étudie la variabilité linguistique et s'appuie sur l'axiologie, la phonétique, le lexique — au sens des Wörter und Sachen — et la grammaire, la phonétique, la sémantique, l'étymologie et l'onomastique, la dialectologie.  
Auteurs :
- Ethnolinguistique : Sergej Aleksandrovič Arutûnov (Serguei A. Aroutiounov)[26], Aloyzas Gudavičius, Jerzy Bartmiński, l’École Ethnolinguistique de Lublin
- Étymologie : Vladimir Toporov, Vyacheslav Ivanov
- Dialectologie : Nikita Ilitch Tolstoï
- Sémantique : Yupriy Apresyan[68],[67]
- Onomastique : Aleksandra Matveeva, Yelena Berezovich

### L'école américaine d'anthropologie linguistique
L'anthropologie linguistique américaine, a vu émerger et coexister trois paradigmes décrits par Alessandro Duranti repris ci-après. 

#### La relativité linguistique
De la fin du XIXe siècle à la première moitié du XXe siècle, Boas, Sapir et Whorf rompent avec la théorie évolutionniste qui fait la part belle aux langues indo-européennes : toutes les langues se valent. L'ethnolinguistique selon ce premier paradigme vise à décrire, définir des typologies permettant de classer et de comparer les différentes langues. Elle produit l'hypothèse dite de Sapir-Whorf ou relativité linguistique, selon laquelle la langue maternelle influence l'interprétation de la réalité perçue par le locuteur et donc, influence son comportement. Dans le rapport entre langue et culture, la langue prédomine. La langue est gouvernée par des structures qui sont le reflet des rapports inconscients entre langage et réalité. L'unité d'analyse est le mot, la phrase, le morphème, le phonème, toutes natures de textes y-compris rituels, mythologiques, folkloriques. Les disciplines mobilisées sont notamment la phonétique, la grammaire, la syntaxe. 
L'enquêteur s'applique à rester neutre. Sa démarche procède du recueil, de l'inventaire et de la classification. Il documente, décrit, classe, compare et met en valeur la relativité linguistique en s'appuyant sur des listes de mots, sur les structures grammaticales et sur les textes traditionnels issus de locuteurs natifs. Son travail se veut rigoureux, basé sur les faits et apporte un progrès méthodologique par rapport aux explications où l'imagination de l'auteur pallie le manque de matériau. 
Ce premier paradigme est notamment à l'origine des descriptions de nombreuses langues du nord-ouest américain, de l'étude comparative des terminologies relatives aux couleurs, de l'encyclopédie des pygmées Aka. 
Auteurs :
- aux États-Unis : Boas, Sapir, Whorf, Bloomfield, Greenberg, Berlin et Kay ;
- en France : le LACITO du CNRS, Jacqueline M.C. Thomas, Serge Bahuchet,

Ce premier paradigme laisse de nombreuses questions en suspens, notamment des questions de sémantique  :
- un même mot voire une phrase même correctement traduite, peut ne pas signifier la même chose une fois traduit dans une autre langue. C'est notamment pour pallier cette limite du premier paradigme, que les wörter und sachen présentent les mots non-plus en eux-mêmes mais avec illustration et description des choses qu'ils désignent ;
- les constantes du sens entre les différentes langues ;

- la sémantique du silence, qui échappe aux travaux du lexicographe et du linguiste[70].

#### Le contexte de la situation de communication: naissance de l'ethnolinguistique
Un second paradigme apparaît dans les années 1960. La question des rapports entre langue et culture est toujours d'actualité, mais la question de savoir laquelle domine l'autre est dépassée : leurs inter-influences mutuelles est admise et en cela, ce second paradigme se rapproche des concepts de Wilhelm von Humboldt. La relativité linguistique et la psycholinguistique perdent de leur intérêt.
Les objectifs généraux consistent à ethnographier la communication, étudier l'utilisation du langage dans le contexte de situation, un concept fondamental qui pourtant remonte à 1923 et aux travaux de Bronislaw Malinowski puis de John Rupert Firth en 1935. 
La communauté langagière, la compétence oratoire, le niveau de langue et le répertoire, le genre, l'oralité, le discours sont étudiés à partir d'interviews informelles, de l'observation des participants à la communication, d'enregistrements audio de propos spontanés.  L’enquêteur recherche la spontanéité, utilise des entretiens informels. Il n'est plus neutre ou en retrait, mais participe activement à l'interview, en écho à la méthode d’observation participante utilisée par Malinowski lors de ses enquêtes ethnographiques aux îles de Papouasie-Nouvelle Guinée. Sur le plan technique, les enquêtes passent par l'enregistrement sonore et filmographique qui permettent de capter non-seulement les textes, mais nombre d'éléments de la situation de communication.
Ce second paradigme a notamment produit : 
- l'essor de la didactique des langues inspiré par Dell Hymes et sa définition de la compétence de communication ;
- l'apparition du terme ethnolinguistique et la définition portée par Bernard Pottier dans la revue Langages en 1970[72], qui la distingue de l'anthropologie linguistique au sens de ce second paradigme, c'est-à-dire de l'étude du langage dans le contexte de l'anthropologie, et qui la distingue aussi de la linguistique grammairienne même après sa révolution par Noam Chomsky ;
- l'étude de la politesse linguistique de Penelope Brown et Stephen Levinson en 1978 ;
- les Atlas ethnographiques et linguistiques de la France par régions, notamment ceux de Gascogne où apparaît une nouvelle discipline scientifique : la dialectométrie ;
- une monographie sur la haute-vallée du Ger[11], dans les Pyrénées.

Auteurs chaires :
- aux États-Unis : Hymes, Ferguson, Gumperz, Bauman, Labov, Société pour l’Anthropologie Linguistique (SLA) ;
- en France : 
  - le LLACAN, unité mixte de recherche du CNRS et de l'INALCO, Geneviève Calame-Griaule,
  - la chaire de Linguistique Romane de l'Université des lettres de Toulouse, sous l'égide de Jean Séguy.

#### Le langage, la construction des identités et les processus sociaux
Ce troisième paradigme ouvre l'étude du langage à de nouvelles finalités : la compréhension de processus sociaux complexes par lesquels se transforment, se développent et se reproduisent les communautés : institutions, ethnies, genres, classes sociales, nations, région, etc.
L'analyse formelle des interactions entre langue et culture n’intéresse plus. La recherche porte sur les processus et les interactions entre les différentes échelles d'analyse, l'hétéroglossie, la formation et la négociation de l'identité, l'idéologie linguistique. Les corpus sont constitués à partir d'analyses sociales et historiques, de matériaux audiovisuels. L'enquêteur observe la pratique du langage, le cadre de participation à l'acte de communication, le déroulement de rencontres interpersonnelles avec attention particulière à la formation et à la négociation progressive des identités et des égo.
Auteurs : 
- Elinor Ochs, Bambi Schieffelin, Lisa Capps, William Labov, Erving Goffman[73],[74] ;

- le LLACAN et le LACITO.

## Revues d'ethnolinguistique
Les revues mentionnées ici ne sont pas toutes exclusivement dédiées à l'ethnolinguistique.

### Revues contemporaines
- France
  - La revue des langues romanes (RLR), née à Montpellier en 1870
  - La revue de Comminges fondée en 1894 et dont les anciens numéros sont archivés sur Gallica
  - La revue de linguistique romane (RLiR), depuis 1925 et dont les anciens numéros sont disponibles sur Gallica
  - La revue Langage et la revue Littératures
  - Les Annales du Midi, Arts et Traditions Populaires devenue Ethnologie Française en 1971
  - Amerindia, publiée depuis 1976 par l'Association d'Ethnolinguistique Amérindienne
  - La revue d'ethnolinguistique - les cahiers du LACITO, CNRS, depuis 1976
  - La revue Lengas, depuis 1977

### Revues de référence ayant cessé de paraître
- France
  - Via Domitia, revue de l'Université de Toulouse créée en 1954 qui compte 30 numéros, dernière parution en 1983

## Projets et réalisations ethnolinguistiques
Les projets et réalisation ci-après sont, pour certaines d'entre-elles, de renommée internationale.
- Le FEW - Französisches Etymologisches Wörterbuch[75] de Walther von Wartburg,
- Laboratoires et projets
  - The Rouen Ethnolinguistic Project[28] propose des vidéoconférences multilingues accessibles à tout public et disponibles en ligne, notamment The Jürgen Trabant Wilhelm von Humboldt Lectures[76],
  - IUF projet MamP (Meso-american morphoPhonology) ou MPMA (MorphoPhonologie Mésoaméricaine) 2009-2014 : dialectologie, sociolinguistique et typologie linguistique mésoaméricaine
  - Le Lacito, laboratoire de recherche en linguistique et anthropologie, étudie les langues à tradition orale à partir d'enquêtes de terrain,
  - Pangloss une initiative du LACITO consacrée aux langues en danger, qui publie en ligne une collection de fonds sonores de langues rares,
  - LLACAN, Langage, langues et cultures d'Afrique, le laboratoire du CNRS dédié aux langages, langues et cultures d'Afrique, anciennement ERA 246 - langage et culture en Afrique de l'Ouest,
  - Recueil de ressources en Alsace
  - EUROJOS, perspective comparative de la vision du monde linguistique et culturelle des Slaves et de leurs voisins,
  - L'académie des langues dialectales de Monaco,
  - Le centre de dialectologie de Grenoble,
  - Le projet SYMILA qui documente la variation syntaxique dans les dialectes des langues romanes de France,
  - L'Occiton constitué de langue, dialecte, variations, universaux, géographie linguistique, ethnographie, métrique,
- Monographies établies par un linguiste natif du terrain étudié
  - Le Français parlé à Toulouse[77], Jean Séguy (linguiste), 132 p., Privat, 1950,
  - Les noms populaires des plantes dans les Pyrénées centrales[78],[79], Jean Séguy (linguiste), Barcelone, 1953,
  - La vie rurale sur le plateau de Millevaches - essai d'ethnographie linguistique[80],[81], Jean Mazaleyrat, 297 p., Paris, P. U. F., 1959, alliant ethnolinguistique et dialectologie[16],
  - Essai de géographie linguistique du Gévaudan[82], Charles Camproux, P. U. F., 1962,
  - Ethnolinguistique de la haute-vallée du Ger[11],[83], Jean-Claude Dinguirard, 547 p., Toulouse, Service des reproductions de thèses de Lille, 1976, alliant ethnolinguistique et dialectologie[16],
  - Fabulation et Pouvoir de la Parole. La situation linguistique en Province du Maine, Paris, thèse de doctorat, 1983. Alvarez-Pereyre Franck.
- Les Atlas régionaux et la géographie historique des parlers
  - Les travaux de Géolinguistique Méso-américaine de la chaire de l'IUF,
  - Carte linguistique et dialectale de la France, Archives nationales
  - En Gascogne depuis 1954 : les six volumes de l'Atlas ethnographique et linguistique[84] de Jean Séguy et de son équipe : Jacques Allières, Jacques Boisgontier, Jean-Claude Dinguirard, Jean-Louis Fossat, Xavier Ravier. Leurs nombreux articles, parus notamment dans Via Domitia, les Annales du Midi, la Revue de Linguistique Romane, ou encore la revue de Comminges,
  - Cocoon, pour Haïti et pour ses atlas linguistiques et ethnographiques,
  - WALS, l'Atlas Mondial des Structures Linguistiques,
  - Atlas des langues de la Suisse alémanique,
  - Atlas des langues et des sujets de l'Italie et de la Suisse du Sud[85], initié par Karl Jaberg et Jakob Jud,
  - Atlas sonore des langues régionales de France,
  - Nouvel Atlas linguistique de la France par régions, qui succède à celui de Gilliéron et Edmont[86],
  - Atlas linguistique de Catalunya[87],
  - Atlas linguistique et ethnographique du Lyonnais,
  - Atlas linguistique et ethnographique de la Gascogne,
  - Atlas linguistique des Pyrénées orientales[88],
  - Atlas linguistique de la Basse-Bretagne,
  - Atlas linguistique et ethnographique du Massif Central,
  - Atlas linguistique de la Corse,
  - Atlas linguistique de la Wallonie,
  - Atlas linguistique de la Roumanie,
  - Atlas linguistique et ethnographique d'Andalousie,
  - Atlas linguistique et ethnographique d'Alsace,
  - Atlas linguistique et ethnographique de la Lorraine germanophone[89],[90]
  - Persyval-Lab : Exploration des outils Géomatiques pour le Traitement et l’Analyse des données Géolinguistiques : application à la dialectologie,
  - Gipsa-lab : CartoDialect - Extraction d'informations sémantiques et géographiques à partir des données géolinguistiques,
  - Les Mithridates[91] de Gessner, document daté de 1555 classé par la Bibliothèque Nationale de France sous la rubrique ethnolinguistique,
  - Atlas linguistique audiovisuel du Francoprovençal Valaisan (Suisse)
- Identification d'un noyau d'invariants sémantiques communs à toutes les langues
  - Natural Semantic Metalanguage, fondée par Anna Wierzbicka dans les années 1970 et testée sur 14 langues : proposition d'un noyau de 61 sèmes nécessaires et suffisant à la sémantique de toutes les langues.